# パークコート麻布十番 ザ タワー
パークコート麻布十番 ザ タワー（パークコートあさぶじゅうばん ザ タワー）は、東京都港区三田に所在する超高層マンションである。本項では敷地内に建てられたパークコート麻布十番 三田ガーデンも併せて記載する。

## 概要
計画地に相当する区域には明治時代前期に伊藤博文が屋敷を構え、明治・大正期には住宅街が形成された。関東大震災および戦災からも免れたが、道路などの公共施設は不十分なままに留まった。
昭和末期に街の再生に向け、地元住民主導のまちづくりを行うべく、「小山町まちづくりの会」が発足。1992年には、「三田小山町第2地区市街地再開発準備組合」を設立したものの、住民間で合意に達することが出来ず、時が流れた。
1997年に東京メトロ南北線（溜池山王 - 四谷間）が開通したことや、2000年の都営地下鉄大江戸線の全線開通を控え、住民の間で再開発の機運が盛り上がり、1999年、準備組合は事業協力者として大成建設を選定。2001年に都市計画決定にこぎつけ、2005年再開発組合を設立。 2010年5月に36階建てのタワー棟、9階建ての三田ガーデン棟、3階建てのコモンラウンジ棟からなる「パークコート麻布十番 ザ タワー、三田ガーデン」は竣工した。総事業費は約326億円。

### ザ タワー
幹線道路（通称電車通り）側より5m後退して配置し、周囲に緑豊かな歩道状空地を設けた。基壇部である1階にアーケード形状とした外向き店舗を、2階には事務所を配置。住戸は4階から36階に据え、屋上のトップにはオパール形状のガラスカーテンウォールで囲まれた「ティアラデッキ」をつくった。
セキュリティーは四重であることに加え、来訪者にもゲスト用にもICカードを発行している。
販売価格は最高で四億四千三百万円だった。

### 三田ガーデン
外部廊下形式の9階建て板状型住戸で、主に権利者向けとして建てられた。名称は権利者の「三田」の名前を残し、住み続ける街づくりへの思いからつけられた。

## 沿革
- 1988年（昭和63年） - 小山町まちづくりの会が発足。
- 1992年（平成4年）9月 - 再開発準備組合設立。
- 2001年（平成13年）7月 - 都市計画決定。
- 2005年（平成17年）11月 - 再開発組合設立。
- 2006年（平成18年）12月 - 事業計画変更。
- 2007年（平成19年）10月 - 着工。
- 2010年（平成22年）5月 - 竣工。
- 2011年（平成23年）11月 - 再開発組合解散。

## 近隣施設
- 国際医療福祉大学三田病院
- 東京都済生会中央病院
- 三田国際ビル